# Hal March
Hal March, nato Harold Mendelson (San Francisco, 22 aprile 1920 – Los Angeles, 19 gennaio 1970), è stato un attore statunitense.

## Filmografia parziale

### Cinema
- La preda della belva (Outrage), regia di Ida Lupino (1950)
- L'ultimo bersaglio (Combat Squad), regia di Cy Roth (1953)
- The Eddie Cantor Story, regia di Alfred E. Green (1953)
- Yankee Pascià (Yankee Pasha), regia di Joseph Pevney (1954)
- Atomicofollia (The Atomic Kid), regia di Leslie H. Martinson (1954)
- Mia sorella Evelina (My Sister Eileen), regia di Richard Quine (1955)
- Non mandarmi fiori! (Send Me No Flowers), regia di Norman Jewison (1964)

### Televisione
- The George Burns and Gracie Allen Show – serie TV, 16 episodi (1950-1953)
- The Star and the Story – serie TV, episodio 2x07 (1956)
- The Danny Thomas Hour – serie TV, episodio 1x21 (1968)